# NGC 4348
NGC 4348 ist eine Spiralgalaxie vom Hubble-Typ Sbc im Sternbild Jungfrau am Südsternhimmel. Sie ist schätzungsweise 85 Millionen Lichtjahre von der Milchstraße entfernt.
Am 9. Januar 2022 wurde in NGC 4348 eine Typ-Ia-Supernova entdeckt (SN 2022fw), die am 25. Januar 2022 eine scheinbare Helligkeit von 13,5 mag erreicht hat.
Das Objekt wurde am 29. Dezember 1786 von Wilhelm Herschel entdeckt.